# Luis Fernández-Guerra y Orbe
Luis Fernández-Guerra y Orbe (Granada, 11 d'abril de 1818 – Madrid, 4 de març de 1890) va ser un acadèmic i escriptor espanyol, germà del també escriptor Aureliano Fernández-Guerra y Orbe.

## Biografia
Nascut a Granada l'11 d'abril de 1818, en 1841 es va traslladar a Madrid per estudiar pintura. Va ser fill de José Fernández Guerra, i germà del més conegut Aureliano Fernández-Guerra y Orbe. Es va casar el 18 de novembre de 1848 amb Carmen Valverde Orozco. Va ser autor d'obres com Don Juan Ruiz de Alarcón y Mendoza, escrit biogràfic sobre l'escriptor novohispà homònim, i com la recopilació dels treballs d'Agustín Moreto. Va assumir el càrrec d'acadèmic de nombre de la Reial Acadèmia Espanyola el 13 d'abril de 1873, ocupant la butaca h. Va morir el 4 de març de 1890 a Madrid.